# Mario Ambrosino
Mario Ambrosino (Venezia, 4 gennaio 1936) è uno scenografo e attore italiano.

## Biografia
Negli anni cinquanta ha lavorato come attore. Scenografo e costumista, ha lavorato con registi quali Sergio Citti, Flavio Mogherini, Neri Parenti, Sergio Corbucci, Luigi Comencini, Alberto Lattuada. Nella sua carriera, anche un lavoro come assistente disegnatore costumi per Amarcord.

## Filmografia

### Attore
- La nonna Sabella, regia di Dino Risi (1957)
- Poveri ma belli, regia di Dino Risi (1957)
- Lazzarella, regia di Carlo Ludovico Bragaglia (1957)
- Guaglione, regia di Giorgio Simonelli (1957)
- Dinanzi a noi il cielo, regia di Roberto Savarese (1957)
- Vivendo cantando... che male ti fò?, regia di Marino Girolami (1957)
- Sergente d'ispezione, regia di Roberto Savarese (1958)
- La ragazza di piazza San Pietro, regia di Piero Costa (1958)
- Domenica è sempre domenica, regia di Camillo Mastrocinque (1958)
- Perfide ma... belle, regia di Giorgio Simonelli (1958)
- Avventura in città, regia di Roberto Savarese (1959)
- Le bellissime gambe di Sabrina, regia di Camillo Mastrocinque (1959)
- I ragazzi del Juke-Box, regia di Lucio Fulci (1959)
- La cento chilometri, regia di Giulio Petroni (1959)
- Destinazione Sanremo, regia di Domenico Paolella (1959)
- Madri pericolose, regia di Domenico Paolella (1960)
- Robin Hood e i pirati, regia di Giorgio Simonelli (1960)

### Scenografo
- Lo credevano uno stinco di santo, regia di Juan Bosch (1972)
- Il piatto piange, regia di Paolo Nuzzi (1974)
- La donna della domenica, regia di Luigi Comencini (1975)
- Tre tigri contro tre tigri, regia di Sergio Corbucci e Steno (1977)
- Il lupo e l'agnello, regia di Francesco Massaro (1980)
- Per favore, occupati di Amelia, regia di Flavio Mogherini (1982)
- Giovani, belle... probabilmente ricche, regia di Michele Massimo Tarantini (1982) Una scena del film Giovani, belle... probabilmente ricche

Una scena del film Giovani, belle... probabilmente ricche

- Scuola di ladri, regia di Neri Parenti (1986)  (anche arredatore)
- Superfantozzi, regia di Neri Parenti (1986) (anche arredatore)
- Mortacci, regia di Sergio Citti (1989)
- Cartoni animati, regia di Franco Citti (1997)
- Bo Ba Bu, regia di Ali Hamroyev (1998)

### Costumista
- Ostia, regia di Sergio Citti (1970) (anche arredatore)
- Blindman, regia di Ferdinando Baldi (1971)
- Bianco, rosso e..., regia di Alberto Lattuada (1972)
- Lo credevano uno stinco di santo, regia di Juan Bosch (1972)  (anche arredatore)
- Girolimoni, il mostro di Roma, regia di Damiano Damiani (1972)
- Innocenza e turbamento, regia di Massimo Dallamano (1974)
- Le calde labbra del carnefice, regia di Juan Bosch (1974)  (anche arredatore)
- Il piatto piange, regia di Paolo Nuzzi (1974)
- Macchie solari, regia di Armando Crispino (1975)
- La donna della domenica, regia di Luigi Comencini (1975)
- Doppio delitto, regia di Steno (1977)
- Due pezzi di pane, regia di Sergio Citti (1979)
- Vestire gli ignudi, film per la Tv regia di Luigi Filippo D'Amico (1979)
- Perché non facciamo l'amore?, regia di Maurizio Lucidi (1981)
- Fracchia la belva umana, regia di Neri Parenti (1981)
- Per favore, occupati di Amelia, regia di Flavio Mogherini (1982) (anche arredatore)
- Giovani, belle... probabilmente ricche, regia di Michele Massimo Tarantini (1982) (anche arredatore)
- Bingo Bongo, regia di Pasquale Festa Campanile (1982)
- Fantozzi subisce ancora, regia di Neri Parenti (1983)
- I pompieri, regia di Neri Parenti (1985)
- Mortacci, regia di Sergio Citti (1989)
- Bo Ba Bu, regia di Ali Khamrayev (1998)